# Ana María Lajusticia Saavedra
Ana María Lajusticia Saavedra   (Bilbao, 26 de juliol de 1924 - Barcelona, 7 de novembre de 2024) va ser una bioquímica i centenària espanyola creadora d'un negoci de distribució de productes dietètics entorn del magnesi, en l'estudi i anàlisi de la nutrició recolzant-se en la química i la bioquímica.

## Biografia
Filla de Jesús Lajusticia Alonso i Delfina Bergasa Goyenechea, la seva infància feliç es va veure truncada per la guerra civil (1936-1939). Després de la defunció del seu pare el 1937, va sentir la necessitat de ser bona estudiant i així poder contribuir a l'economia familiar de la qual llavors n'havia pres les regnes un oncle matern. Amb quinze anys es va traslladar amb la seva família a Madrid, on va estudiar batxillerat i, en el curs 1941-1942, influenciada per la seva àvia, va cursar la carrera de bioquímica. El 1948 va anar a viure a la província de Girona, ja que allà va trobar feina a les Mines d'Osor i va conèixer al seu futur marit (Manel Feliu de Sendra).
Segons va explicar ella, amb 43 anys li va ser diagnosticada una diabetis tipus II i va arribar a la conclusió que la seva alimentació era molt deficient ates que aquesta mancava d'aportacions proteiques i vitamina C, s'excedia en el consum d'hidrats de carboni i que les verdures que consumia eren pobres en magnesi.
Mitjançant un canvi en la dieta i un increment significatiu d'aportació de magnesi, suposadament, la seva vida va canviar. Amb 52 anys va poder deixar d'usar la cotilla de varetes que va portar durant vint-i-un anys arran d'un accident i va haver d'enfrontar-se a les conseqüències de l'atonia muscular que aquesta bastida artificial havia provocat a la seva esquena. La seva suposada curació, va convertir a la basca en el paladí de la causa del magnesi i d'altres elements que assegurava eren beneficiosos per a la salut malgrat no posseir cap evidència científica.
Va ser llavors, el 1980, que va crear la seva pròpia marca de complements alimentaris amb el seu nom i imatge, amb l'objectiu d'acostar a totes les persones aquells suplements.
A principis dels 80, va acudir al programa de debat 'La clave', presentat per José Luis Balbín en La 2 de TVE. En aquella tertúlia, el metge i nutricionista Francisco Grande Covián, va tractar de deixar-la en evidència. Covián, que després del seu pas pels Estats Units va guanyar influència sobre temes de la nutrició, la va anomenar en un llibre posterior "indocumentada i irresponsable".
Els seus coneixements teòrics i pràctics, van portar a Ana María Lajusticia a escriure la seva primera obra ‘La alimentación equilibrada en la vida moderna’. Ha publicat dotze llibres, entre els quals destaca ‘El Magnesio, clave para la salud’, ‘La artrosis y su solución’, ‘Dietas a la carta’, ‘Los problemas del adulto’, ‘Alimentación y Rendimiento Intelectual’, ‘Colesterol y Triglicéridos'.
D'entre els llibres publicats, destaca el seu primer llibre editat en 1979 ‘El Magnesi, clau per a la salut’, best seller de l'època, traduït al francès, alemany, holandès, polonès, txec, anglès i xinès, i del qual en el mateix any es van arribar a fer set edicions.
Va morir a Barcelona el 7 de novembre de 2024.

## Premis i reconeixements
- Premi Muncunill com a reconeixement a l'esforç innovador, en 2018.

## Obres i publicacions
La relació següent es d'obres publicades en castellà. (No va publicar res en català)
- La alimentación equilibrada en la vida moderna.[2]
- La artrosis y su solución.
- El Magnesio, clave para la salud.[3]
- Contestando a sus preguntas sobre el magnesio.
- Dietas a la carta.
- Alimentación y rendimiento intelectual.
- Colesterol, triglicéridos y su control.
- Vencer la osteoporosis.
- La respuesta está en el colágeno.
- El magnesio en el deporte.